# 夏洛滕堡北
夏洛滕堡北（德語：Charlottenburg-Nord，德語發音：[ʃaʁˈlɔtn̩bʊʁk nɔʁt]）是德国柏林夏洛滕堡-维尔默斯多夫区的一个下属区。它主要由战后住宅区、社区花园和商业区组成。该区于2004年从夏洛滕堡划出成立。